# Norm Bulaich
Norman Batton Bulaich (Galveston, 25 dicembre 1946) è un ex giocatore di football americano statunitense che ha militato nel ruolo di fullback nella National Football League (NFL).

## Carriera
Bulaich fu scelto nel corso del primo giro (18º assoluto) del Draft NFL 1970 dai Baltimore Colts. Nella sua stagione da rookie vinse il Super Bowl V battendo i Dallas Cowboys per 16-13. L'anno seguente stabilì un record di franchigia correndo 198 yard contro i New York Jets il 19 settembre che resistette fino al 2000 quando fu superato dalle 219 yard di Edgerrin James. A fine anno fu convocato per il suo unico Pro Bowl in carriera. Dopo la stagione successiva, Bulaich passò ai Philadelphia Eagles, dove disputò due annate. Chiuse la carriera giocando dal 1975 al 1979 con i Miami Dolphins. Complessivamente segnò 41 touchdown, 30 su corsa e 11 su ricezione.

## Palmarès

### Franchigia
- Super Bowl : 1

Baltimore Colts: V
- American Football Conference Championship: 1

Baltimore Colts: 1970

### Individuale
- Convocazioni al Pro Bowl: 1

1971